# 계통군

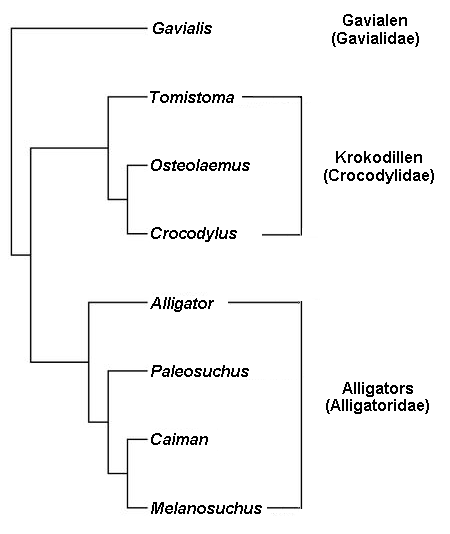
공통 조상에서 처음으로 갈라진 Gavialen이 바닥 계통군이다. Krokodillen과 Alligators를 하나의 그룹으로 묶으면, 이 그룹도 공통 조상에서 처음으로 갈라진 그룹이므로 바닥 계통군이다. Krokodillen 그룹 안에서는, Tomistoma 그룹이 바닥 계통군이고, Osteolaemus와 Crocodylus를 하나로 묶은 그룹도 바닥 계통군이다.

계통군(系統群, 영어: clade, 라틴어: cladus)은 같은 공통의 선조로부터 진화한 생물군(단계통군)을 말하며, 단일 계통군(monophyletic group) 또는 분지군(分枝群) 또는 자연 계통군(natural group)이라고도 한다. 설치류나 곤충처럼 대부분의 생물 분류군은 계통군이나, 원숭이나 도마뱀처럼 계통군이 아닌 경우도 있다.
계통군이라는 이름은 1958년 줄리언 헉슬리가 처음 사용했다.

## 같이 보기
- 바닥 계통군
- 분류군
- 생물 분류
- 계통학
- 단계통군
- 측계통군
- 다계통군
- 정상군
- 기반군